# فاسيليس خارالامبوبولوس (كرة سلة)
فاسيليس خارالامبوبولوس (باليونانية: Βασίλης Χαραλαμπόπουλος)‏ مواليد 6 يناير 1997 في ماروسي، هو لاعب كرة سلة يوناني. بدأ مسيرته الاحترافية في سنة 2012. يحمل الرقم 15. يبلغ طوله 6 قدم 8.75 بوصة (2.1 م).

## الإنجازات
- الدوري اليوناني لكرة السلة : (2013، 2014)
- كأس اليونان لكرة السلة : (2013، 2014، 2015، 2016، 2016–17)

## إحصائيات المسيرة

### الدوري الأوروبي
| السنة   | الفريق                       | لعب | بدأ | دقيقة | ميداني% | ثلاثية | حرة  | ارتداد | صنع  | استلاب | تصدي | نقطة | أداء |
| ------- | ---------------------------- | --- | --- | ----- | ------- | ------ | ---- | ------ | ---- | ------ | ---- | ---- | ---- |
| 2013–14 | نادي باناثينايكوس لكرة السلة | 1   | 0   | 2.8   | .000    | .000   | .000 | 1.0    | .0   | .0     | .0   | 0.0  | 0.0  |
| 2014–15 | نادي باناثينايكوس لكرة السلة | 12  | 5   | 8.8   | .571    | .571   | .750 | 1.2    | 0.7  | .3     | .2   | 2.2  | 2.9  |
| 2015–16 | نادي باناثينايكوس لكرة السلة | 6   | 1   | 9.5   | .375    | .250   | .667 | 2.0    | 1.0  | .2     | .2   | 1.5  | 3.7  |
| 2016–17 | نادي باناثينايكوس لكرة السلة | 7   | 2   | 4.1   | .4      | .000   | .000 | .3     | .000 | .000   | .000 | .6   | -.1  |
| المسيرة | المسيرة                      | 19  | 6   | 8.7   | .500    | .455   | .727 | 1.4    | 0.7  | .2     | .2   | 1.8  | 3.0  |

## روابط خارجية
- فاسيليس شارالامبوبولوس على موقع الاتحاد الدولي لكرة السلة (الإنجليزية)
- فاسيليس شارالامبوبولوس على موقع الدوري الأوروبي لكرة السلة (الإنجليزية)
- فاسيليس شارالامبوبولوس على موقع كرة السلة الأوروبية.كوم (الإنجليزية)
- فاسيليس شارالامبوبولوس على موقع DraftExpress.com (الإنجليزية)
- فاسيليس شارالامبوبولوس على موقع ريلجم (الإنجليزية)
- فاسيليس شارالامبوبولوس على موقع بروبوليرز (الإنجليزية)
- فاسيليس شارالامبوبولوس على موقع سبورتس رفرنس (الإنجليزية)